# Alexandra Pawlowna Birjukowa
Alexandra Pawlowna Birjukowa, geboren Atschkassowa (russisch Александра Павловна Бирюкова, урожд. Ачкасова; * 25. Februar 1929 im Dorf Russkaja Schurawka, Rajon Werchni Mamon; † 20. Februar 2008 in Moskau), war eine sowjetische Politikerin.

## Leben
Birjukowa stammte aus einer Bauernfamilie. Sie studierte 1947–1952 am Moskauer Textil-Institut in der Chemietechnik-Fakultät mit Abschluss. Im April 1952 heiratete sie den Militärbediensteten Alexander Nikitowitsch Birjukow (1925–2006). Im Dezember 1953 bekamen sie die Tochter Irina, die 1970 starb.
Ab 1952 arbeitete Birjukowa in der Moskauer Kattundruck-Fabrik. Sie wurde 1959 zum Moskauer städtischen Volkswirtschaftsrat versetzt. Von 1963 bis 1968 war sie Chefingenieurin des Moskauer Baumwoll-Kombinats.
Auf Vorschlag Alexander Schelepins wurde Birjukowa 1968 Sekretärin des Allunionszentralrats der Gewerkschaften (WZSPS). Sie setzte sich gegen den Widerstand der Minister mit Unterstützung Gorbatschows für die Verfügbarkeit von Konsumgütern zu bezahlbaren Preisen ein. Sie war dann 1985–1986 Vizevorsitzende des WZSPS.
Von März 1986 bis 30. September 1988 war Birjukowa Sekretärin des Zentralkomitees der KPdSU, wo  sie die Leichtindustrie betreute. Sie begleitete Margaret Thatcher bei ihrem Besuch der UdSSR im März 1987. Vom 1. Oktober 1988 bis zum 17. September 1990 war sie Vizevorsitzende des Ministerrats der UdSSR und Vorsitzende des Büros für Soziale Entwicklung des Ministerrats der UdSSR.
Birjukowa war Mitglied der KPdSU seit 1956, Mitglied des Zentralkomitees der KPdSU (1976–1990, Kandidatin 1971–1976) und Kandidatin für die Mitgliedschaft im Politbüro des Zentralkomitees der KPdSU (1988–1990) sowie Abgeordnete im Obersten Sowjet der UdSSR (1986–1989).
Im September 1990 wurde Birjukowa Persönliche Pensionärin der UdSSR. Sie arbeitete 1991 im Allunionsrat der Veteranen. Nach dem Rücktritt Gorbatschows im Dezember 1991 und dem Zerfall der Sowjetunion arbeitete sie wieder im Moskauer Baumwoll-Kombinat, das eine Aktiengesellschaft wurde. Sie wurde 2002 pensioniert.
Birjukowa starb am 20. Februar 2008 in Moskau und wurde auf dem Friedhof Trojekurowo neben ihrem Mann begraben.

## Ehrungen
- Orden des Roten Banners der Arbeit (1971, 1976)
- Orden der Oktoberrevolution (1981)